# Nihat Kahveci
Nihat Kahveci (Istambul, 23 de novembro de 1979) é um ex-futebolista turco que atuava como atacante.

## Biografia
Igual muitos turcos, na sua camisa aparecia seu primeiro nome, Nihat, enquanto que Kahveci é o nome de sua familia. Ele casou com Pınar Kaşgören em 5 de Julho de 2003. Sua filha Selin, nasceu em maio de 2008.

## Carreira

### Beşiktaş
Nihat é produto da base do Beşiktaş e foi descoberto por Hürser Mustafa Cindir quando Nihat jogava no clube de Esenler e mudou para o Beşiktaş na temporada de 1996–97. Ele fez sua estreia com 17 anos, pelo treinadorJohn Toshack, e assim se tornou um jogador chave para o alvinegro.

### Real Sociedad
Em Janeiro de 2002, Nihat foi transferido para a Real Sociedad por €5 milhões, Nihat na Espanha seria companheiro do também turco Tayfun Korkut na equipe basca.
Sua estreia foi em 26 de Janeiro em uma derrota de 3–1 contra o Celta de Vigo, entrando no lugar Xabi Alonso aos 72 minutos e jogando pouco mais de 18 minutos.
Seu primeiro gol foi contra o Rayo Vallecano em 24 de fevereiro de 2002. Nihat em sua primeira temporada fez 11 jogos e um gol.

## Seleção
Nihat integrou a Seleção Turca de Futebol na Copa do Mundo de 2002, Copa das Confederações de 2003 e Euro 2008.

## Títulos
Seleção Turca
- Copa do Mundo de Futebol de 2002: 3º Lugar
- Copa das Confederações de 2003: 3º Lugar